# Egon Schiele (film 1998)
Egon Schiele è un cortometraggio documentario del 1998 diretto da Juan Pablo Etcheverry e basato sulla vita del pittore austriaco Egon Schiele.

## Riconoscimenti
- Art Film Festival 2000: Diploma: Artefatti (Juan Pablo Etcheverry)